# Gauvain Sers

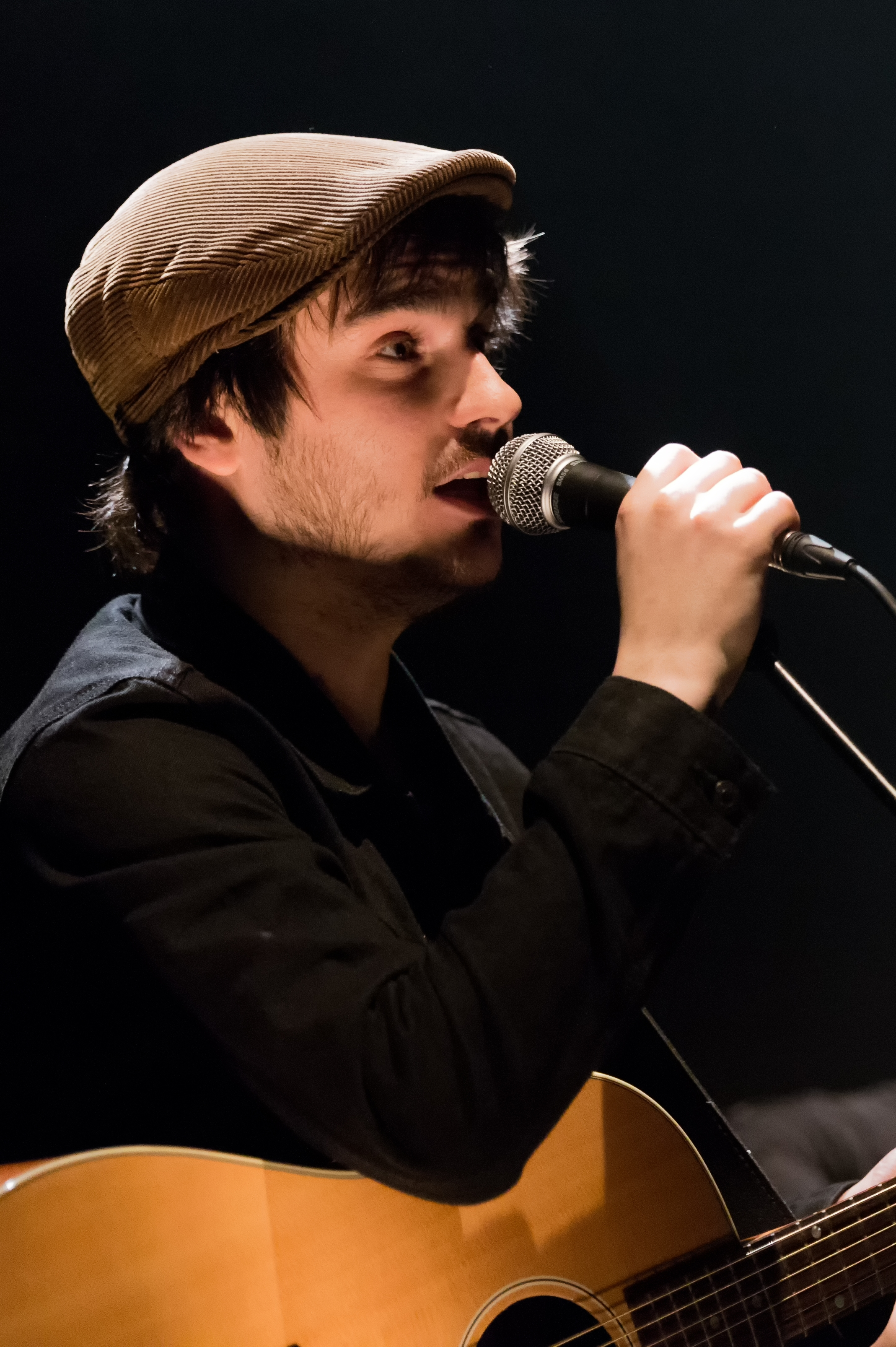
Gauvain Sers am 7. März 2017 in Saint-Quentin

Gauvain Sers (* 30. Oktober 1989 in Limoges) ist ein französischer Singer-Songwriter und Chansonnier.

## Biographie
Seine Kindheit verbrachte Gauvain Sers in Dun-le-Palestel. Er wuchs gemeinsam mit drei Brüdern als Sohn eines Mathematiklehrers und einer Apothekerin auf. Nach dem Abitur studierte Gauvain Sers an der Ingenieurschule ENSEEIHT in Toulouse. Im Anschluss an das Studium belegte er Kompositions- und Kompositionskurse an der Manufaktur Chanson in Paris. Im Oktober 2016 engagierte ihn Renaud Séchan für seine Phénix Tour mit mehr als 75 Konzertterminen. Er trat in verschieden französischen Fernsehsendungen unter anderem in France 2 zusammen mit Julien Clerc, Patrick Bruel und Bénabar auf.
Sein erstes Album Pourvu wurde gleich mit Platin ausgezeichnet. Es erschien am 9. Juni 2017 beim Label Fontana Records. Im Herbst 2017 startete er seine Pourvu Tour. Am 5. Oktober 2017 trat er im Rahmen dieser Tour im La Cigale de Paris auf. Im Februar 2018 war er für einen Preis bei der 33. Victoires de la Musique nominiert. 2018 ehrte ihn seine Heimatregion Limousin Pourvu mit dem Titel Limousin de l'année - 2018.
Sein zweites Album mit dem Titel Les Oubliés wurde am 29. März 2019 veröffentlicht. Es wurde nach zehn Wochen mit Gold und im Dezember 2019 mit Platin ausgezeichnet. Das entspricht mehr als 100.000 verkauften Alben. Es war damit 2019 das 35. meistverkaufte Album in Frankreich.

## Diskografie

### Studioalben
| Jahr | Titel Musiklabel                             | Höchstplatzierung, Gesamtwochen, AuszeichnungChartplatzierungen (Jahr, Titel, Musiklabel, Platzierungen, Wochen, Auszeichnungen, Anmerkungen) | Höchstplatzierung, Gesamtwochen, AuszeichnungChartplatzierungen (Jahr, Titel, Musiklabel, Platzierungen, Wochen, Auszeichnungen, Anmerkungen) | Höchstplatzierung, Gesamtwochen, AuszeichnungChartplatzierungen (Jahr, Titel, Musiklabel, Platzierungen, Wochen, Auszeichnungen, Anmerkungen) | Anmerkungen                          |
| Jahr | Titel Musiklabel                             | FR | BEW | CH | Anmerkungen                          |
| ---- | -------------------------------------------- | --- | --- | --- | ------------------------------------ |
| 2017 | Pouvru Fontana Records                       | FR1 Platin · (70 Wo.)FR | BEW7 (37 Wo.)BEW | CH31 (4 Wo.)CH | Erstveröffentlichung: 9. Juni 2017   |
| 2019 | Les Oubliés Fontana Records                  | FR2 Platin · (60 Wo.)FR | BEW12 (21 Wo.)BEW | CH20 (4 Wo.)CH | Erstveröffentlichung: 29. März 2019  |
| 2021 | Ta place dans le monde Universal Music Group | FR2 (18 Wo.)FR | BEW7 (5 Wo.)BEW | CH20 (2 Wo.)CH | Erstveröffentlichung: 2. August 2021 |

### Singles
| Jahr | Titel Album | Höchstplatzierung, Gesamtwochen, AuszeichnungChartsChartplatzierungen (Jahr, Titel, Album, Platzierungen, Wochen, Auszeichnungen, Anmerkungen) | Anmerkungen |
| Jahr | Titel Album | FR | Anmerkungen |
| ---- | ----------- | --- | ----------- |
| 2015 | Pourvu      | FR103 (1 Wo.)FR |             |